# Meconopsis
Meconopsis is een geslacht van planten uit de papaverfamilie (Papaveraceae). Het geslacht heeft een disjunct areaal: er zijn twee geheel gescheiden verspreidingsgebieden.
De schijnpapaver (Meconopsis cambrica) komt van nature voor aan de rand van West-Europa. Deze wordt in het Engels Welsh poppy genoemd.
De andere circa veertig soorten hebben hun natuurlijke verspreidingsgebied in de Himalaya.
Over de te onderscheiden soorten in de Himalaya is veel discussie. De verschillende soorten in de Himalaya kruisen onderling heel gemakkelijk, en kunnen ook als een enkele soort met een zeer variabel uiterlijk beschouwd worden. Mogelijk dat verdere DNA-analyse hier meer helderheid in kan verschaffen.

## Beschrijving
Meconopsis is nauw verwant aan Papaver (klaproos).
Bij beide zijn de vier kroonbladen gescheiden. De twee kelkbladen zijn bij beide niet vergroeid. Beide geslachten hebben veel meeldraden rond een opvallende centrale stamper.
De twee geslachten verschillen in de vorm van de stamper en de stijl in het midden van de bloem. Zo ontbreken bijvoorbeeld bij Papaver de stijlen, terwijl deze bij Meconopsis boven op de stamper staan.

## Soorten
Enkele soorten zijn:
- Meconopsis betonicifolia
- Meconopsis cambrica - schijnpapaver
- Meconopsis chelidonifolia
- Meconopsis grandis
- Meconopsis napaulensis
- Meconopsis punicia
- Meconopsis quituplinerva
- Meconopsis sheldonii

## Kweek
Soorten uit de Himalaya hebben de reputatie moeilijk uit zaad op te kweken te zijn.
Het gebruik van verse zaden kan hierbij helpen. De kleuren van de bloemen variëren sterk: allerlei felle kleuren als blauw, rood, oranje, paars, wit en geel komen voor.
In tegenstelling tot de Himalayasoorten wordt de schijnpapaver soms als onkruid ervaren, omdat hij zichzelf gewillig uitzaait.